# St. Marien (Strasburg)

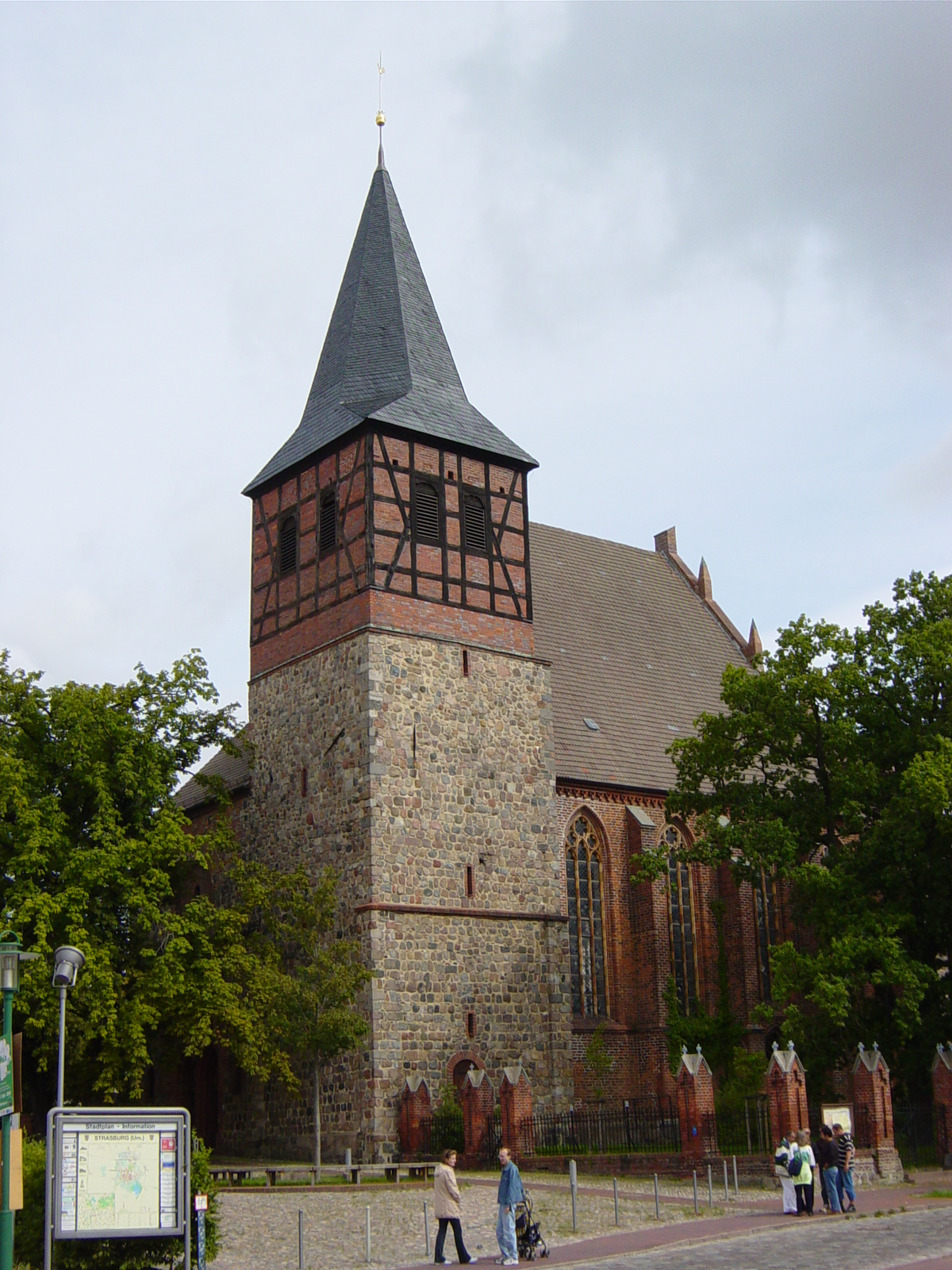
Strasburg, St. Marien (2004)

St. Marien in Strasburg in der Uckermark ist eine evangelische Stadtkirche. Sie wurde von 1250 bis 1280 errichtet und später zu einer hochgotischen Hallenkirche umgestaltet.
Das Gebäude steht unter Denkmalschutz.

## Geschichte
Die Grundsteinlegung der Strasburger St. Marienkirche erfolgte mit der Stadtgründung um 1250. Vom frühgotischen Feldsteinbau von 1250 bis 1280 sind der Chor und das Untergeschoss des Turmes erhalten. Der ursprünglich breite, flachgedeckte Chor mit seinen drei Fenstergruppen in rahmenden Blenden und dem Giebel mit Blendendekor und Spitzbogenfries wurde später mit einem hölzernen Tonnengewölbe überwölbt.
Ab etwa 1450 erfolgte eine weitgehende Neugestaltung der Kirche. Das ursprüngliche Langhaus wurde abgerissen und eine spätgotische, dreischiffige Halle mit vier schmalen Jochen aus Backsteinen errichtet. Im Grundriss ist der Bau breiter als lang. Die schlichte Außenseiten werden durch die vier hohen, gotischen Fenster mit feinem Maßwerk und die Strebepfeiler gegliedert.
Die Portale im Norden und Süden haben kräftige Gewände. Das Hauptportal zeigt einen Rundbogen.
1865 erfolgte eine Gesamtrestaurierung der Kirche. Der Chorgiebel wurde umgestaltet der Chorraum gewölbt und die Sakristei eingebaut. Weitere Restaurierungen fanden 1935 und 1990 statt.
Die Kirche steht unter Denkmalschutz: Liste der Baudenkmale in Strasburg (Uckermark)

### Turm und Glocken
1602 wurde der Turm bis zur halben Höhe abgerissen und 1617 wieder aufgebaut. 1837 erfolgte eine Erneuerung der Glockenstube als Fachwerkaufsatz und des spitzen Turmhelms.
Die vier Glocken stammen von 1948, gegossen von Erich Voss aus Hennickendorf.

### Inneres, Ausstattung und Orgel

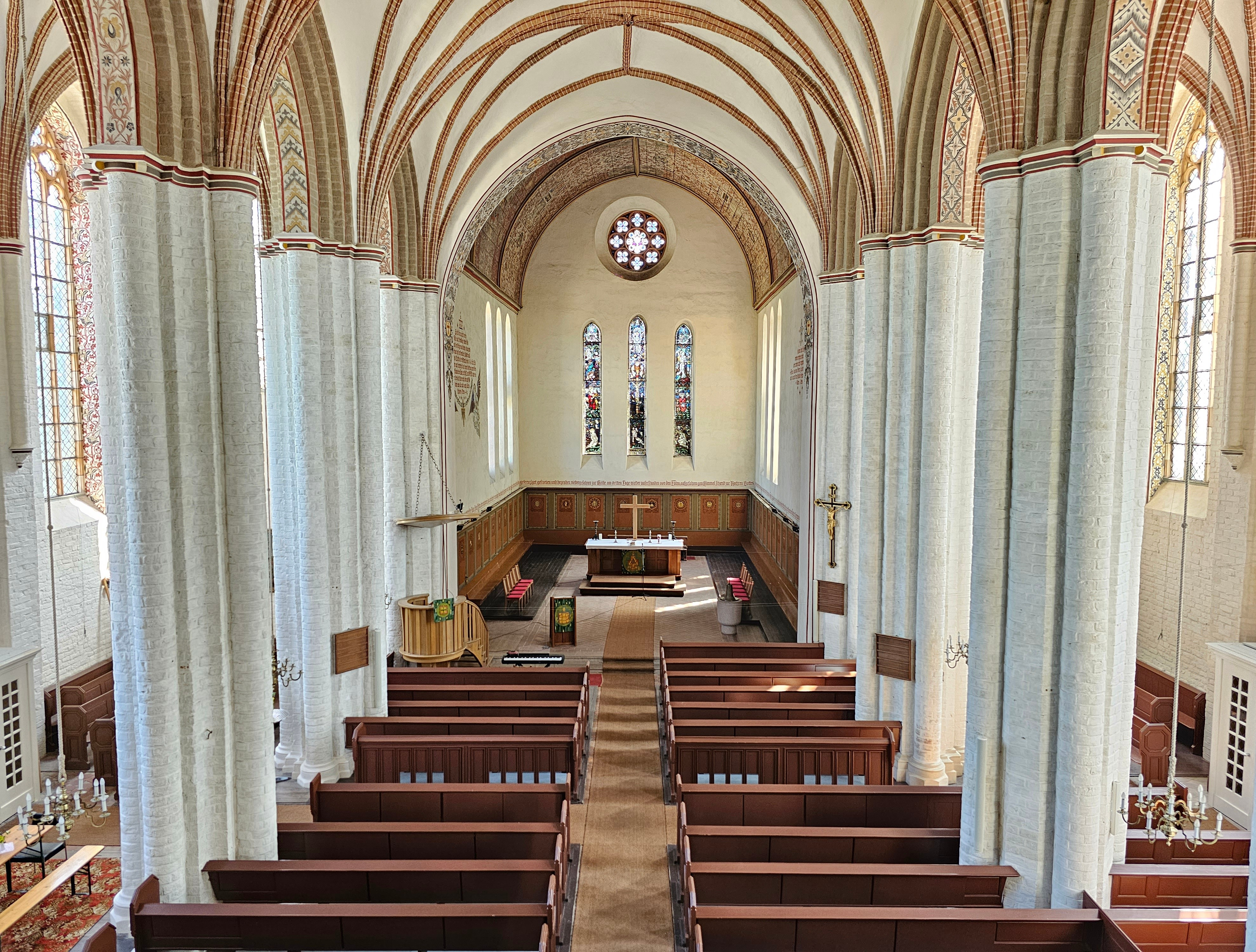
Innenraum (2023)

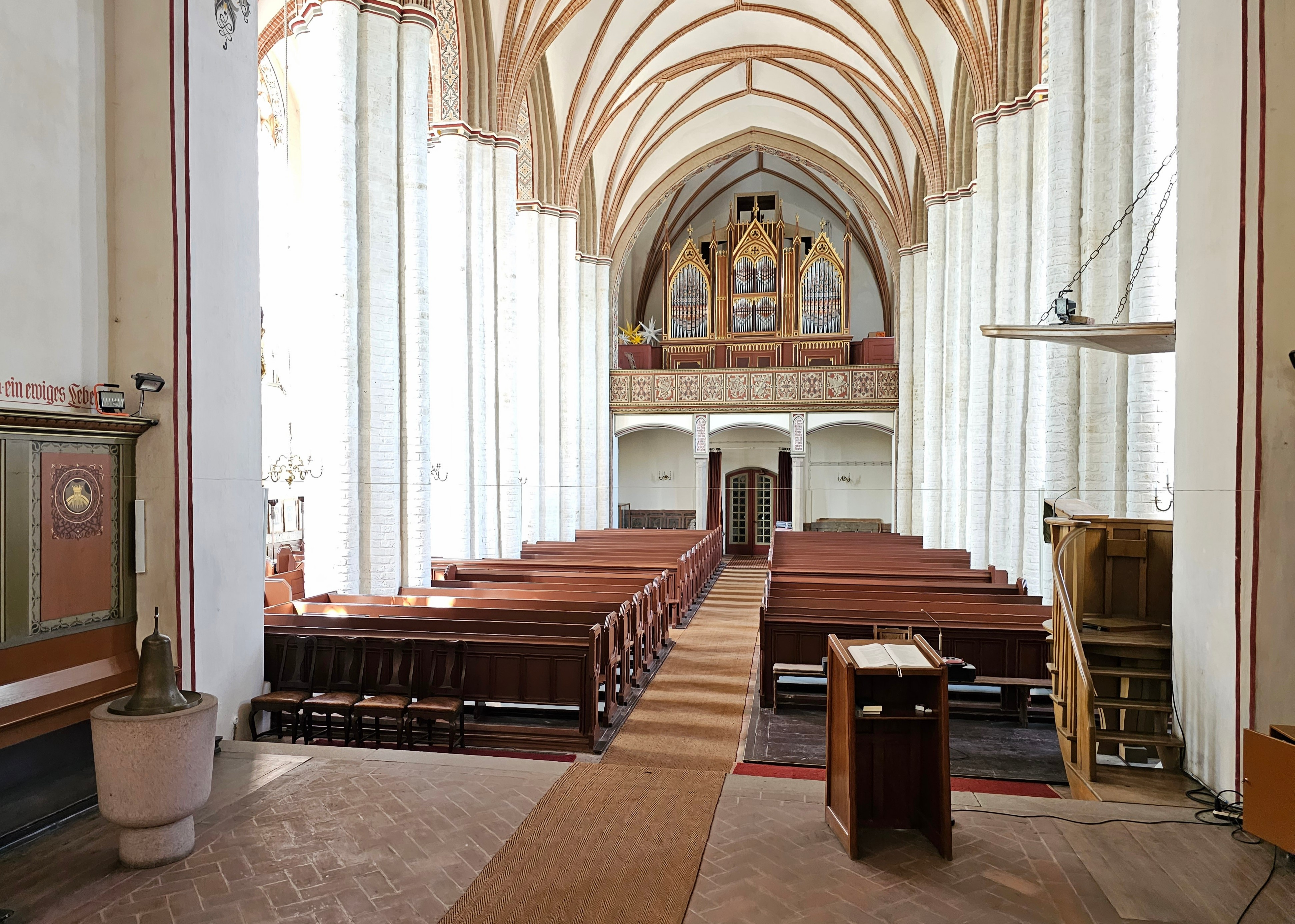
Innenraum, Blick zur Orgel

Im Inneren stammt das Sterngewölbe aus der Gotik. Die Pfeiler sind kreuzförmig gegliedert mit 3/4 Runddiensten (Vorlagen). Ab den Seitenwänden tragen rechteckige Vorlagen und Runddienste das Gewölbe.
1845 wurden die Orgelempore und die Orgel eingebaut. Die Orgel im historischen  Gehäuse von F. W. Kaltschmidt ist ein Werk von Karl Schuke aus dem Jahr 1949 mit 28 Registern auf zwei Manualen und Pedal unter Verwendung von Material des Vorgängerinstruments. 1973 erfolgte eine Umdisponierung durch Ulrich Fahlberg.
Die frühere barocke Inneneinrichtung wurde 1865 entfernt und im neugotischen Stil ersetzt. Teile der barocken Ausstattung sind im Nordschiff ausgestellt.
Während der Umgestaltung 1935 wurde auch die Ausstattung von 1865 entfernt. Aus dieser Zeit stammen die Bemalungen der Holztonne im Chor und die Malereien im Langhaus.
1990 erfolgte die Öffnung der Fensterrose im Ostgiebel und die Ausgestaltung mit farbigem Glas.

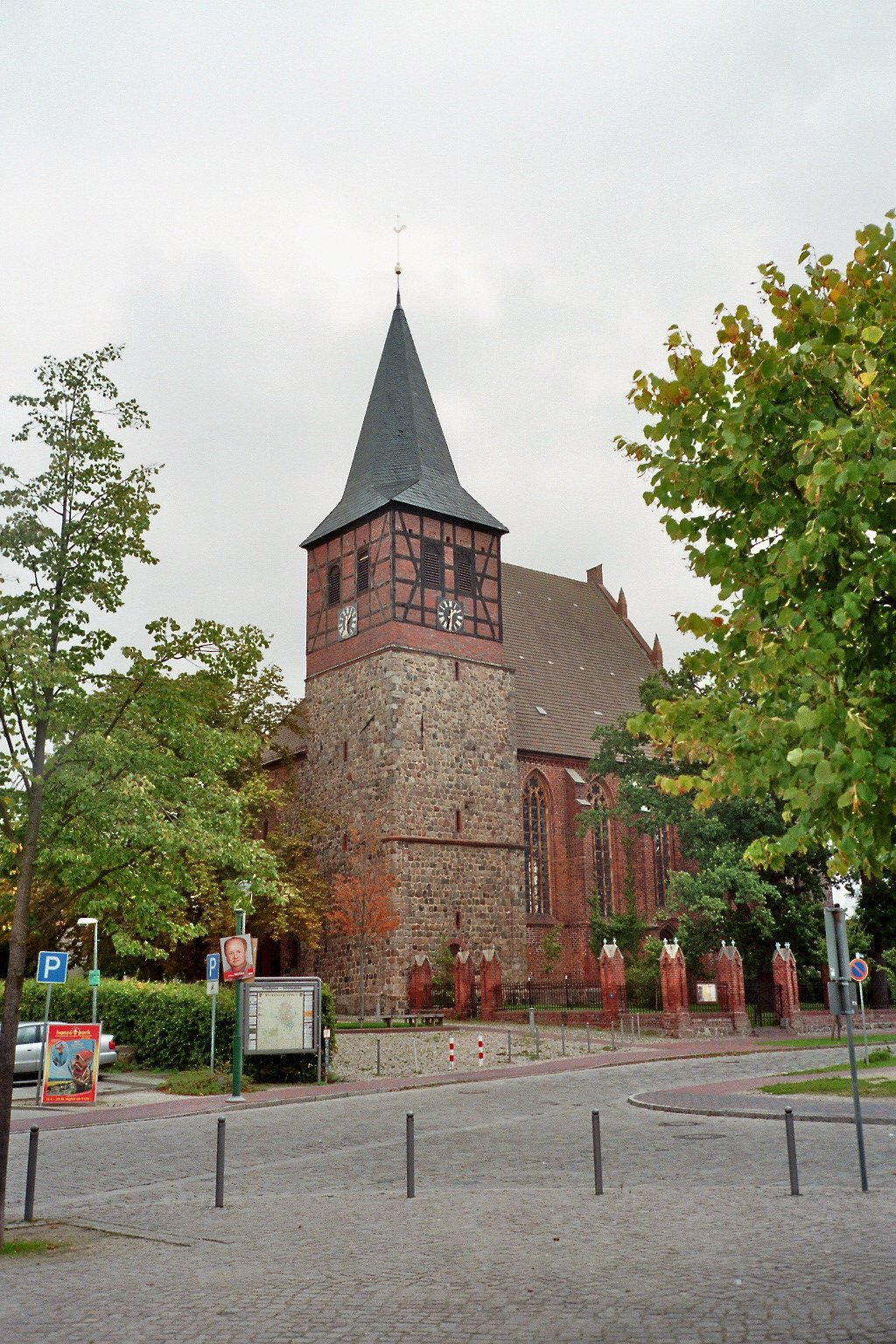
Kirche mit Turmuhr von 2006
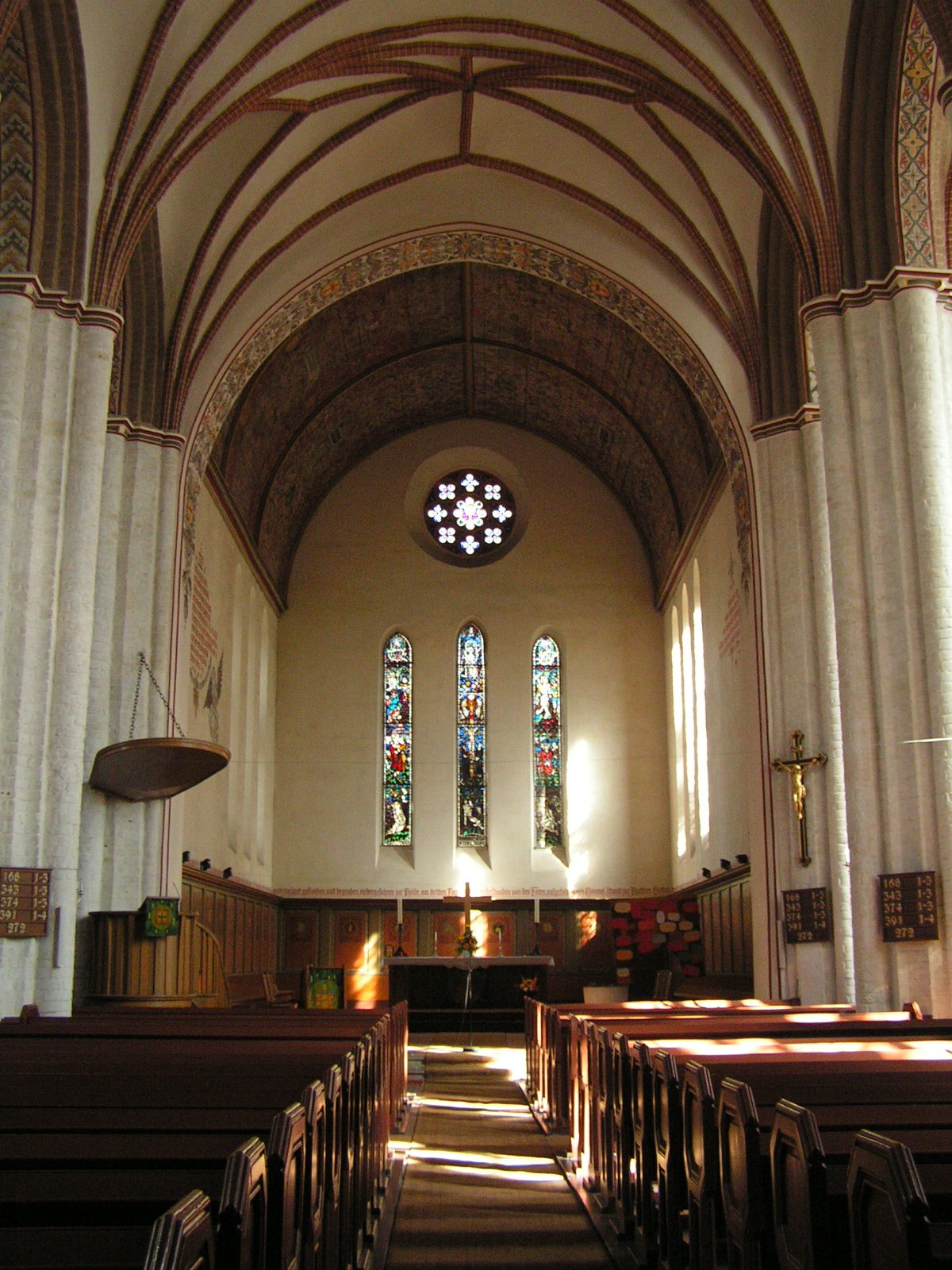
St.-Marien-Kirche, Mittelschiff
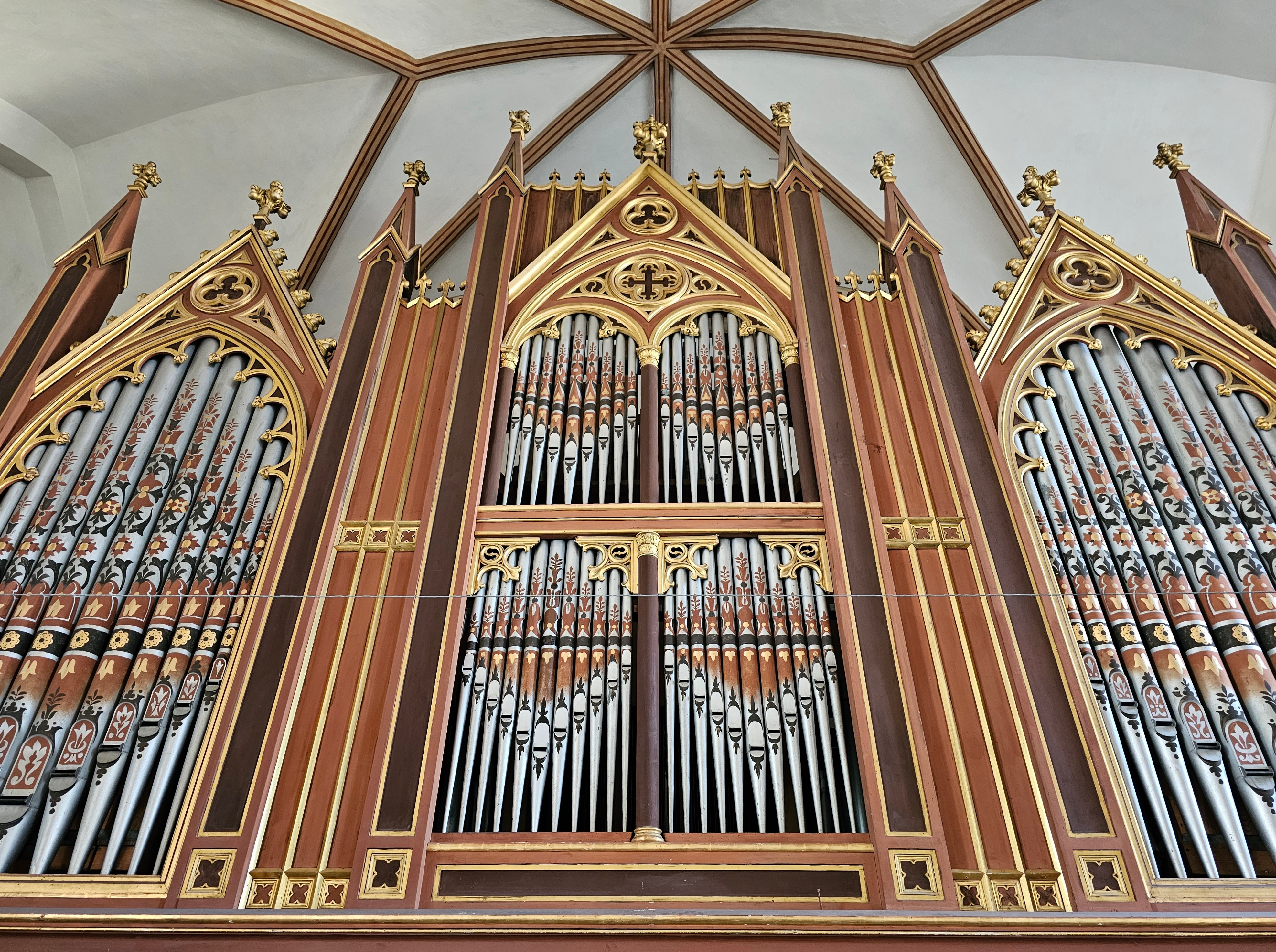
Orgelprospekt von 1849
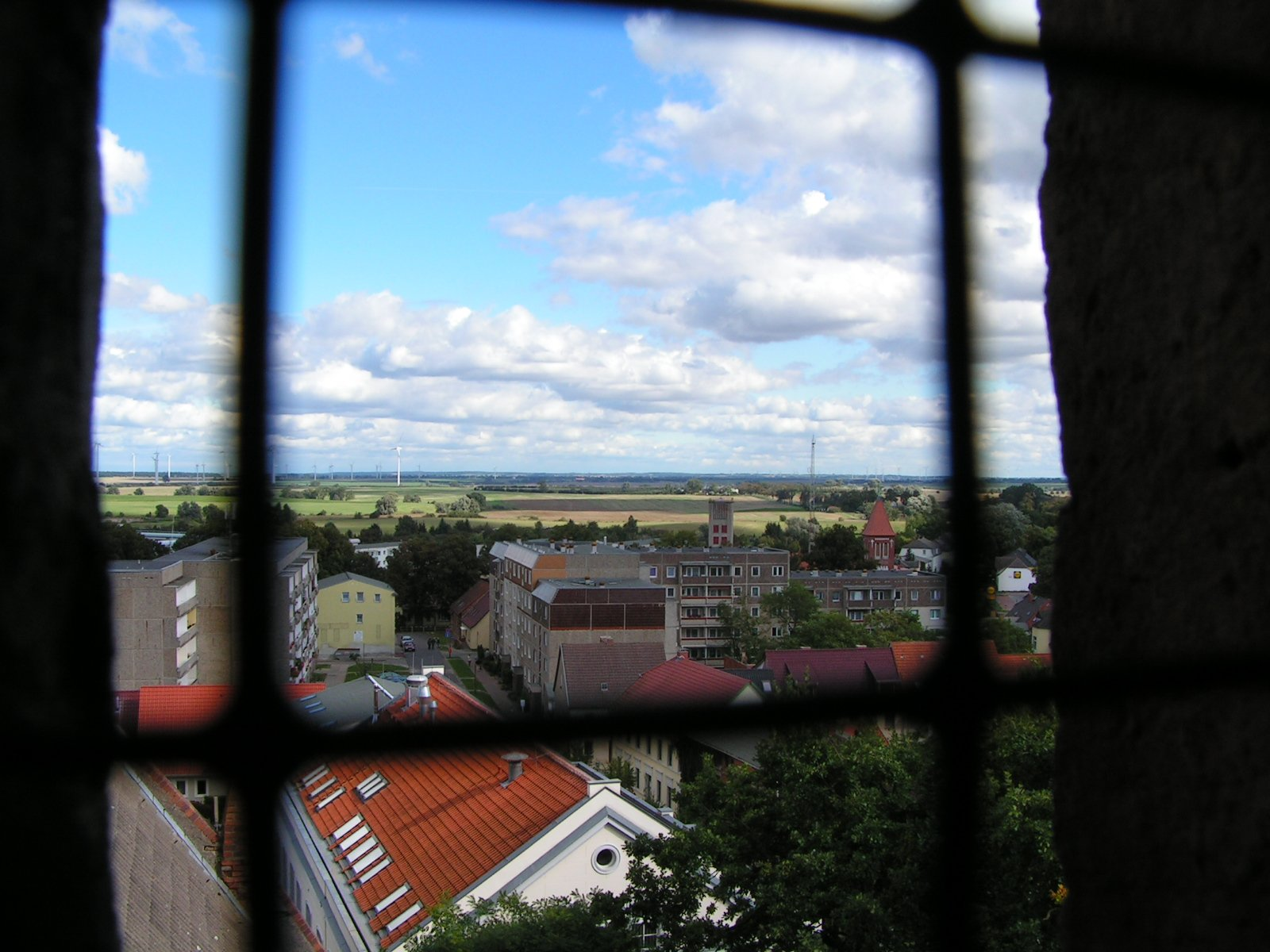
Blick aus dem Turm Richtung Pasewalk

## Kirchengemeinde
Zur preußischen Zeit war Strasburg eine brandenburgische Superintendentur. Das reformierte Erbe der hugenottischen Siedler war lange Zeit erkennbar. 1974 wurde die Kirchengemeinde Strasburg mit einigen umliegenden Gemeinden von der Evangelischen Kirche in Berlin-Brandenburg an die Pommersche Evangelische Kirche abgegeben.
Die Kirchengemeinde, Pfarrstraße 22, gehört heute zum Pfarrsprengel Strasburg im Kirchenkreis Pasewalk in der Evangelisch-Lutherischen Kirche in Norddeutschland, zusammen mit dem Ortsteil Schwarzensee und der Dorfkirchengemeinde Wismar sowie Blumenhagen mit den Dörfern Groß Luckow, Klein Luckow und Groß Spiegelberg.